# Roger Fry
Roger Eliot Fry (ur. 16 grudnia 1866 w Londynie, zm. 9 września 1934 tamże) – angielski malarz, pisarz, krytyk i teoretyk sztuki, związany z Bloomsbury Group.
Roger Fry studiował nauki przyrodnicze na Uniwersytecie w Cambridge, początkowo zajął się malarstwem, a później krytyką sztuki. W 1903 był współzałożycielem Burlington Magazine, którego został redaktorem. W latach 1906–1910 był kustoszem działu malarstwa w Metropolitan Museum of Art w Nowym Jorku. W 1906 r., po odkryciu  Cézanne`a, zainteresował się nowoczesną sztuką francuską i całkowicie się jej poświęcił. W latach 1910 i 1912 zorganizował dwie wystawy postimpresjonistów. W 1913 założył warsztaty Omega Workshop, których celem było projektowanie przedmiotów codziennego użytku przez profesjonalnych artystów. Roger Fry pozostawił po sobie bogaty dorobek pisarski, opublikował m.in. biografie Cézanne`a, Matisse`a i Belliniego, prace na temat sztuki nowoczesnej, zbiory wykładów i esejów. Jako malarz tworzył przede wszystkim obrazy realistyczne m.in. portrety. Jego prace można oglądać w Tate Britain, Ashmolean Museum, Leeds Art Gallery, National Portrait Gallery, Scottish National Gallery of Modern Art, Manchester Art Gallery i Somerville College w Oksfordzie.

## Książki
- Art and Commerce (1926)
- Art History as an Academic Study (1933)
- The Artist and Psycho-Analysis (1924)
- Arts of Painting and Sculpture (1932)
- Vision and Design (1920)
- Transformations (1926)
- Cézanne. A Study of His Development (1927)
- Henri Matisse (1930)
- Characteristics of French Art (1932)
- Reflections on British Painting (1934)
- Giovanni Bellini (1899)
- Duncan Grant (1923)
- Flemish Art (1927)
- Last Lectures (1933)
- A Sampler of Castille (1923)
- Twelve Original Woodcuts (1921)[4]

## Wybrane obrazy

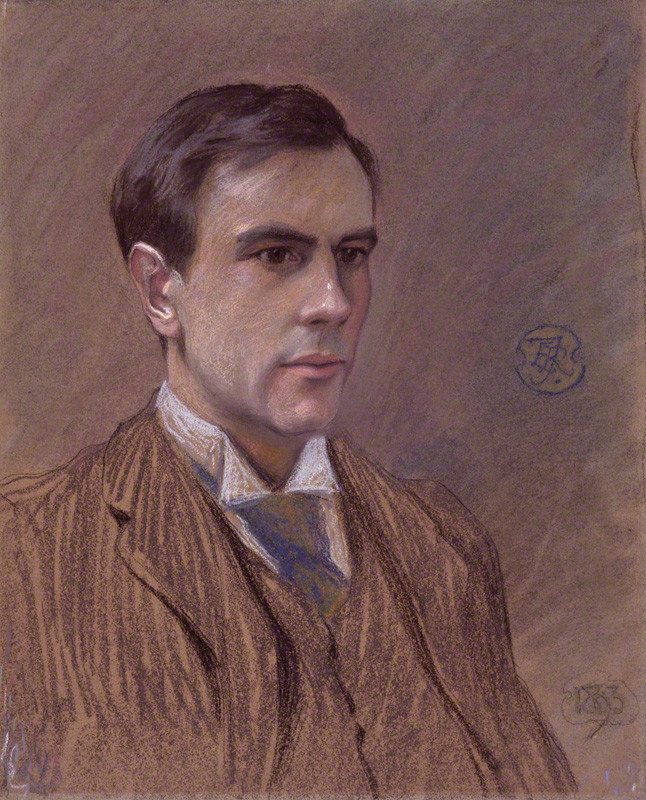
Goldsworthy Lowes Dickinson (1893)
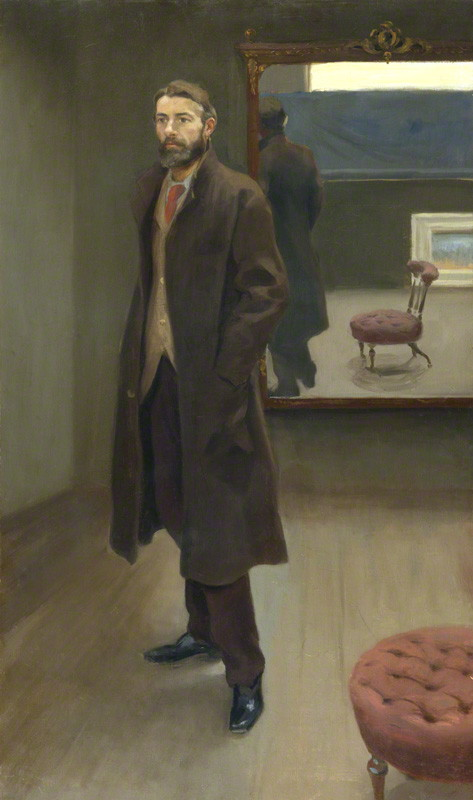
Edward Carpenter (1894)
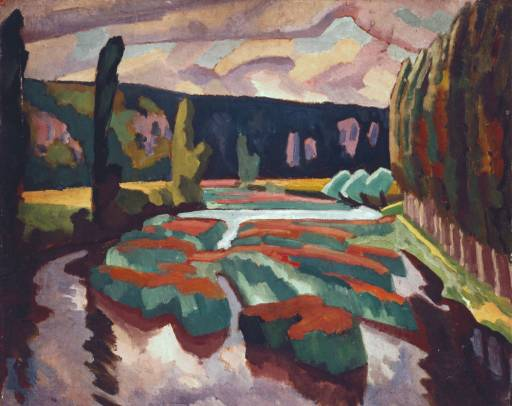
River with Poplars (ca. 1912)
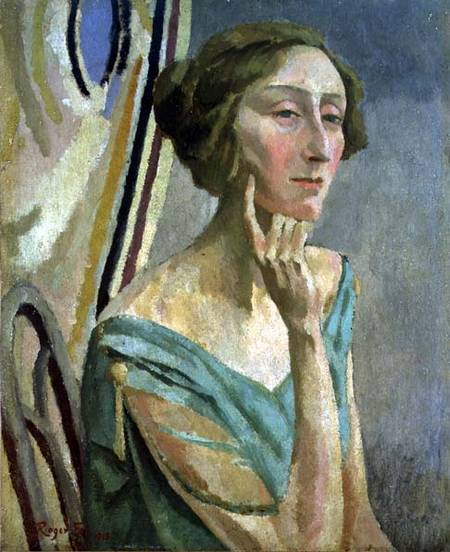
Edith Sitwell, (1915)
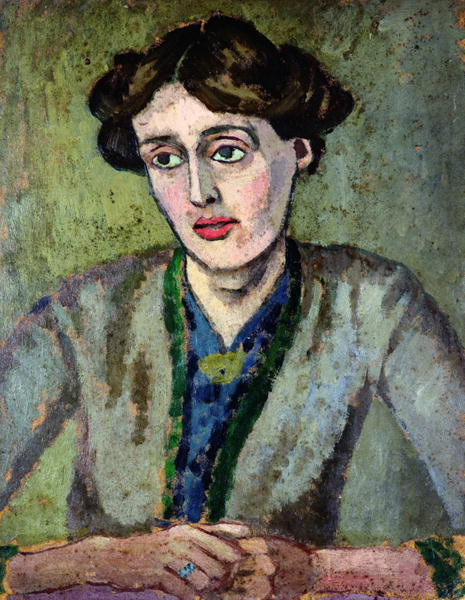
Virginia Woolf, (1917)
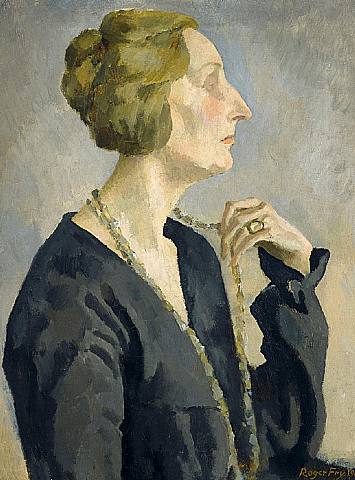
Edith Sitwell, (1918)
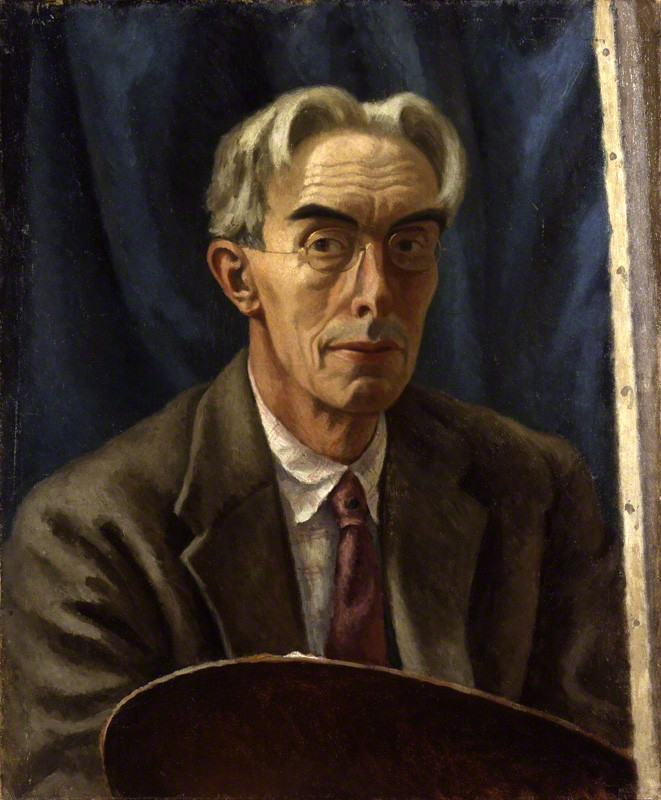
Roger Fry, (1930–1934)